# Aulacocyclus fracticornis
Aulacocyclus fracticornis es una especie de coleóptero de la familia Passalidae.

## Distribución geográfica
Habita en Australia.